# The Night Of
The Night Of is een Amerikaanse achtdelige televisieserie. Het misdaaddrama speelt zich af in New York en werd tussen 10 juli en 28 augustus 2016 uitgezonden via HBO. Het is een bewerking van Criminal Justice, een Britse serie uit 2008–2009.
De miniserie werd ontwikkeld en geschreven door Richard Price en Steven Zaillian en geregisseerd door Zaillian en James Marsh. De hoofdrollen worden gespeeld door John Turturro en Riz Ahmed. De serie werd door recensenten zeer positief ontvangen.

## Verhaal
De Pakistaans-Amerikaanse student Nasir "Naz" Khan leent stiekem de taxi van zijn vader om naar een feestje te gaan. Als hij de weg kwijt is stapt er een mooie jonge vrouw in die denkt dat Naz taxichauffeur is. Ze gaan samen een stukje rijden en eindigen bij haar thuis. Later die nacht wordt Naz wakker en blijkt de vrouw, Andrea, vermoord. De politie stelt een onderzoek in en Naz is meteen de hoofdverdachte.

## Afleveringen
1. "The Beach"; 24 juni 2016 (online), 10 juli 2016 (HBO)
2. "Subtle Beast"; 17 juli 2016
3. "A Dark Crate"; 24 juli 2016
4. "The Art of War"; 31 juli 2016
5. "The Season of the Witch"; 7 augustus 2016
6. "Samson and Delilah"; 14 augustus 2016
7. "Ordinary Death"; 21 augustus 2016
8. "The Call of the Wild"; 28 augustus 2016

## Cast
- John Turturro – John Stone, een advocaat die Nasir Khan verdedigt
- Riz Ahmed – Nasir "Naz" Khan, een Pakistaans-Amerikaanse student en moordverdachte
- Michael Kenneth Williams – Freddy Knight, een invloedrijke gevangene op Rikers Island
- Bill Camp – Dennis Box, een detective die onderzoek doet naar de moord op Andrea
- Jeannie Berlin – Helen Weiss, een aanklager die werkt aan Nasirs zaak
- Peyman Moaadi – Salim Khan, Nasirs vader
- Poorna Jagannathan – Safar Khan, Nasirs moeder
- Glenne Headly – Alison Crowe, een advocate die Nasir Khan verdedigt
- Amara Karan – Chandra Kapoor, werknemer van Alison
- Ashley Thomas – Calvin Hart, een gevangene op Rikers Island
- Paul Sparks – Don Taylor, Andrea's stiefvader
- Sofia Black D'Elia – Andrea Cornish, het slachtoffer
- Afton Williamson – Officer Wiggins, politieagent in District 21
- Ben Shenkman – Sgt. Klein, politieagent in District 21
- Chip Zien – Dr. Katz, patholoog
- Paulo Costanzo – Ray Halle, accountant
- Ned Eisenberg – Lawrence Felder, rechter
- Kirk "Sticky Fingaz" Jones – gevangene
- Glenn Fleshler – rechter
- Mohammad Bakri – Tariq, taxichauffeur en collega van Salim
- Nabil Elouahabi – Yusuf, taxichauffeur en collega van Salim